# 관세 무역 일반 협정
관세 무역 일반 협정(關稅貿易一般協定, GATT, General Agreement on Tariffs and Trade)은 세계무역기구 체제 이전의 체제이다. 이는 제2차 세계 대전 후반인 1944년 뉴햄프셔주의 브레턴우즈에서 있었던, 브레튼 우즈 회의의 결과 창설되었다.
GATT는 국제 협정으로, 조약과 매우 유사하다. 미국법하에서는 집행력이 있는 협정으로 분류된다. GATT는 "무조건 최혜국대우 공여원칙"에 의거하고 있다. 이는 다자간 교역규범의 가장 중요한 원칙인 비차별성을 강조한 것으로, 가장 혜택을 입는 국가에 적용되는 조건이(즉 가장 낮은 수준의 제한) 모든 다른 국가에도 적용되어야 한다는 것을 의미한다.

## GATT 협상 "라운드"의 역사
GATT에 참여한 국가는 때때로 모든 국가가 참여할 새로운 무역 협정을 의논하게 된다. 그러한 매번의 협정 과정을 "라운드"라 한다. 일반적으로, 이러한 협정은 회원국들간에 일정 수준 관세를 낮게 하며, 이때 각 국가간의 사정이 고려되어 개개의 무역 품목에 따른 특별 관세, 혹은 많은 예외나 수정이 협정 내용에 추가된다.
1. 제네바 라운드 (1947년): 23개국이 스위스 제네바에서 관세와 무역에 관한 일반 협정을 체결하고, 56개국 대표자들이 쿠바의 하바나에 모여 국제무역기구의 헌장에 대한 협상에 착수함
2. 앙시(Annecy) 라운드 (1949년): 관세 및 무역에 관한 일반 협정 2차 무역 회담 라운드가 프랑스 앙시에서 열림. 13개국 참가.
3. 토키(Torquay) 라운드 (1951년): 관세 및 무역에 관한 일반 협정 3차 라운드가 영국 토키에서 열림. 1948년 관세 수준의 25% 감축이 결정됨. 38개국 참가.
4. 4번째 라운드 (1956년): 제4차 라운드 협상이 제네바에서 시작됨. 26개국 참가. 관세 감소. 개발 도상국을 협정 대상국으로 참가시키기 위한 GATT 미래 정책이 설정.
5. 딜론(Dillon) 라운드 (1960년~1962년): 5차 라운드가 시작됨. 26개국 참가. 관세 감소. 협상 장소가 아닌 협상 제안자 더글라스 딜론 미 국무부 차관의 이름을 따라 딜론 라운드로 명명됨. 딜론 라운드에 유럽경제공동체 창설 관련 협상이 포함됨
6. 케네디 라운드 (1964년~1967년): 62개국 참가. 관세 감소. 최초의 무역 품목간의 명시가 아닌 국경간의 명시. 반덤핑 협정(미국에서는 의회에서 거부됨). 암살당한 미국 존 F. 케네디 대통령 이름을 따라 명명.
7. 도쿄 라운드 (1979년): 102개국. 비관세 무역장벽의 감소(실패). 공산품에 대해서도 관세 감소. GATT 체계의 개선 및 확장.
8. 우루과이 라운드 (1994년): 125개국. GATT 조약을 대체하기 위한 세계무역기구의 창설, 향후 20년간 관세 및 수출 보조금 감소, 향후 20년간의 수입 제한 및 수입 상한의 감소, 특허, 상표, 저작권(무역관련 지적재산권에 관한 협정) 강행 협정, 국제무역법의 서비스 부분으로의 확장, (서비스무역에 관한 일반협정), 그리고 외국 자본의 개방을 선언.

## GATT와 세계 무역 기구(WTO)
1994년, GATT는 "GATT 1994"를 통해 회원국들의 새 의무를 추가했다. 이중 가장 중요한 것이 세계 무역 기구(WTO)의 창립이었다. 가트의 75개 회원국과 유럽 공동체 회원국은 1995년 1월 1일, WTO의 창립 회원국이 되었으며, 기존 가트 회원국이었던 나머지 52개 국가들은 1997년 콩고를 마지막으로 모두 WTO에 가입했다. WTO 창립 이후 가트 회원국이 아니었던 21개 국가가 새로이 WTO에 가입했으며, 28개국은 현재 협상중에 있다.
기존 가트 회원국 중에선 유고슬라비아 사회주의 연방공화국만이 WTO에 가입하지 않았는데, 이는 유고슬라비아 연방공화국(후에 세르비아 몬테네그로로 개명하며, 현재는 세르비아와 몬테네그로로 분리되었다.)이 유고슬라비아 사회주의 연방공화국을 계승한 국가로 인정받지 못했기 때문이었다.
세계 무역 기구의 창립으로 1994년 12월 31일, "GATT 1947" 체제는 종식되었다.

## 같이 보기
- 세계무역기구